# 볼보이

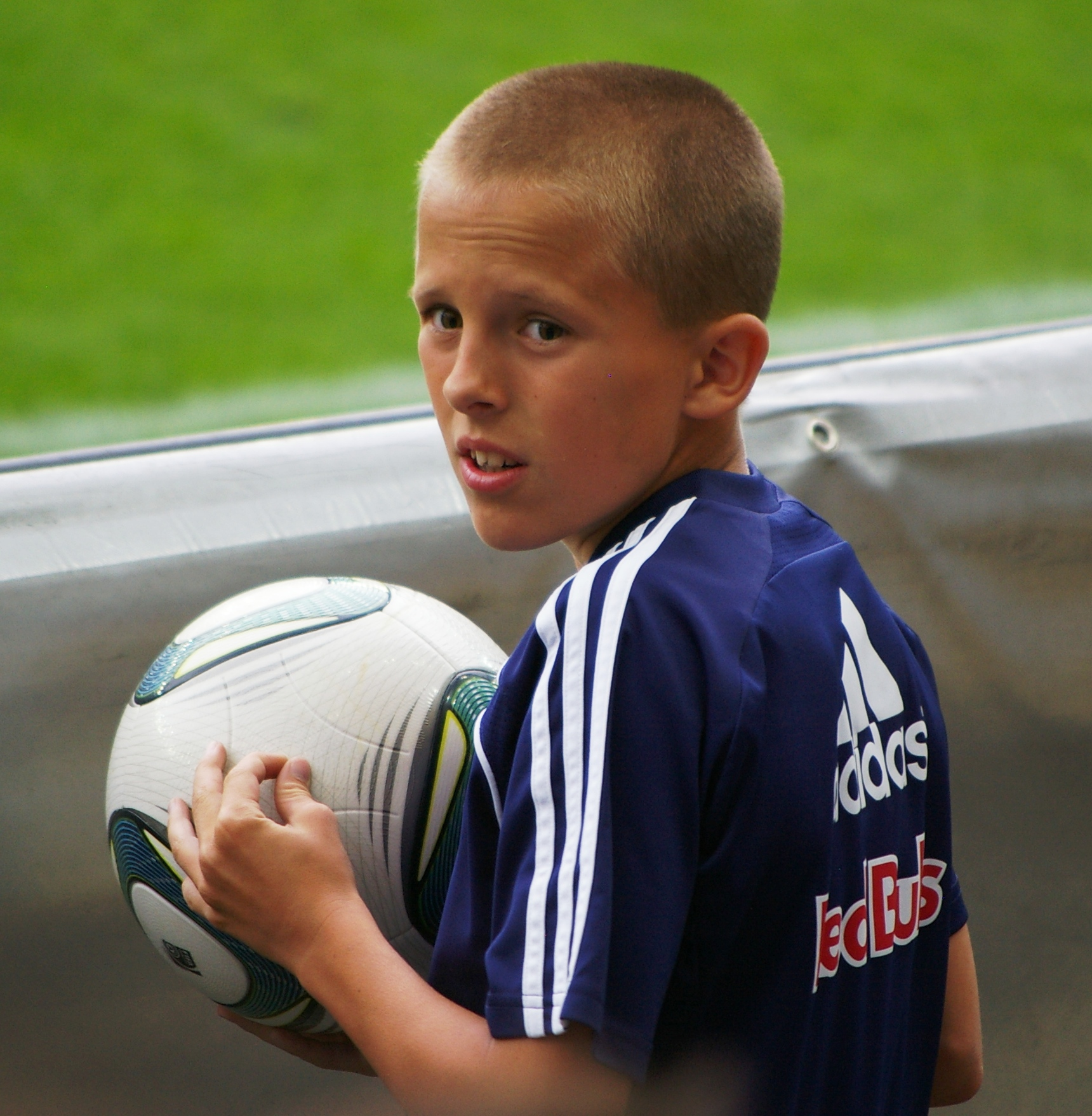
축구에서의 볼 보이

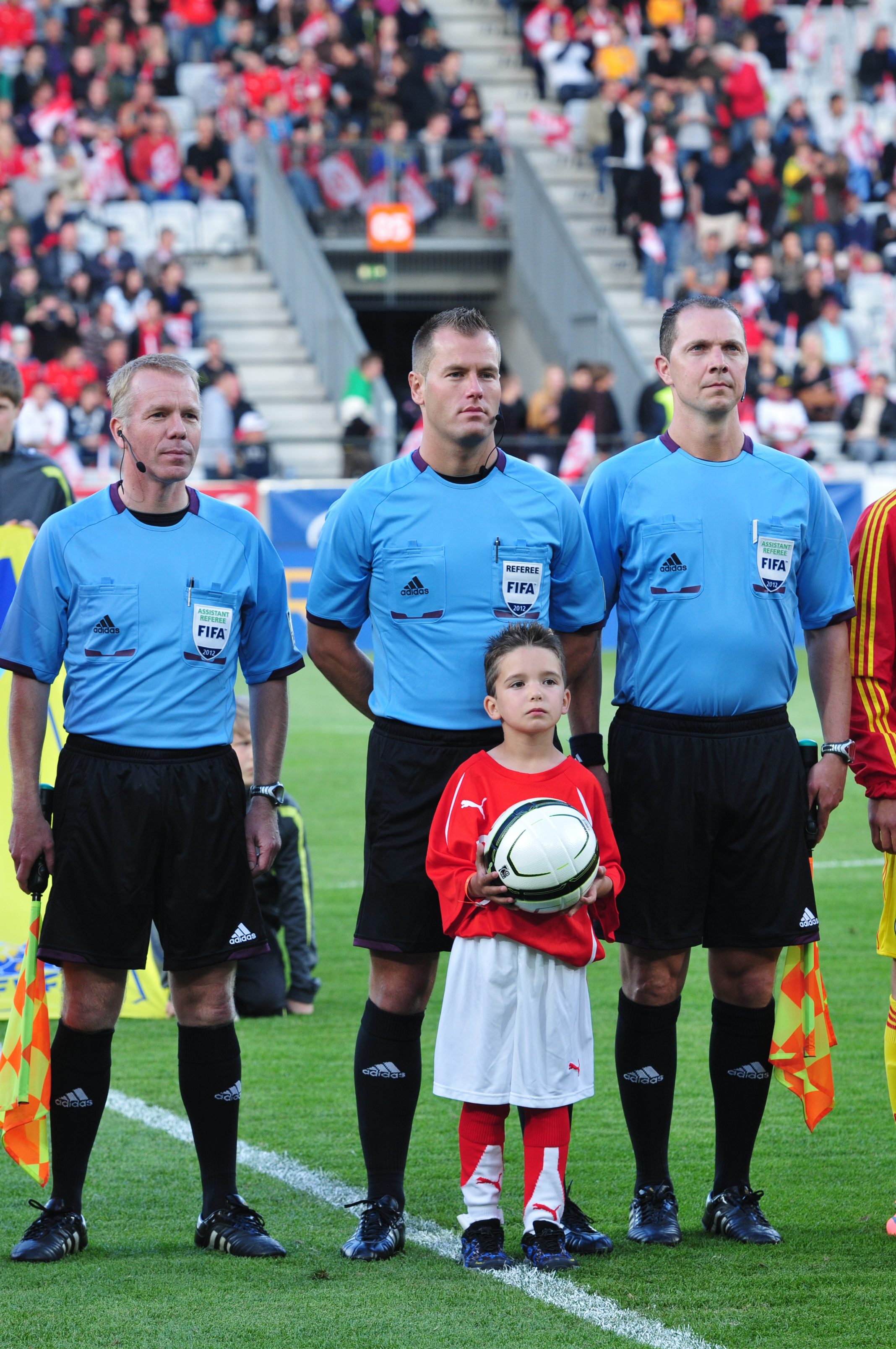

볼보이(영어: ball boy) 또는 볼걸(영어: ball girl)은 야구, 축구, 테니스 등의 구기에서 경기에 이용하는 공 관리 등을 할 보조 인력을 말한다. 실제 업무 내용은 종목에 따라 다르다.

## 호칭
주로 남성이 업무를 하기 때문에, '볼보이'(ball boy)라는 호칭이 사용되는 경우가 많다. 여성이 할 경우에는 '볼걸'(ball girl)이라는 호칭이 사용된다. 정치적 올바름의 관점 또는 남녀가 혼합이 업무를 하는 경우 등에서는 '볼퍼슨'(ball person)이라는 호칭을 사용하기도 한다. 또한 종목에 따라 연소자가 이 업무를 수행하면 '볼키드'(ball kid)라는 호칭도 사용된다. 이러한 다양한 호칭은 여전히 혼합하여 사용하고 있다.

## 종사자
공 담당자의 업무를 행하는 자들은 위에서 설명한 바와 같이 성별, 연령을 불문하고 광범위에 이른다. 그러나 해당 종목에 대한 이해와 국면 파악이 불충분 한 경우, 적절한 볼 전달 등 관리 업무에 지장이 생길 수있다. 이런 점에서 일반적으로 해당 종목의 경험자인 것이 바람직하다. 또한 공 담당자의 업무는 경기의 필드 에 가까운 장소에서 이루어지므로 볼 담당자는 경기 상황을 가까이서 볼 수있다. 이것은 해당 종목의 애호가에게는 바람직한 상황이며 특히 프로 선수의 경기는 연소자의 매력인 동시에 좋은 교재가 될 것으로 생각된다. 이러한 관점에서 젊은층의 선수를 볼 담당자로 채용하는 종목도 있다.

## 종목

### 축구
축구전용구장 보다는 다목적경기장에서 경기 시 더 많은 볼보이가 투입되며 프로팀의 경우 대부분 홈경기 주최팀의 유소년팀 선수들이 볼보이를 하는 경우가 많으며 이런 볼보이를 하면서 축구 선수로 꿈을 키우고 유명 선수가 된 사례가 많으며 지네딘 지단, 프란체스코 토티, 그리고 손흥민이 대표적이다.

### 야구
야구에서 공을 필드 밖은 물론 관객석과 장외에 나와 버리는 경우도 많고, 그 외에도 볼을 교환해야 할 경우가 많기 때문에 필요하다. 따라서 주심이 여러 개의 볼을 가지고 있지만, 야구의 볼 담당자는 공의 회수 이외에 주심에 대한 공을 보충한다. 또한 타자가 주루를 위해 내던진 방망이의 회수 등이 업무에 포함될 수있다. 볼보이가 이 업무를 겸하는 경우 배트보이(Batboy)라고 한다.

### 테니스
게임 도중 경기장 안팎의 공을 수거해 관리하고 선수에게 전달